# Gonzalo Díaz
Gonzalo Orlando Díaz (ur. 1 marca 1990 w Godoy Cruz) – argentyński piłkarz występujący na pozycji środkowego pomocnika, obecnie zawodnik meksykańskiej Amériki.

## Kariera klubowa
Díaz pochodzi z miasta Godoy Cruz i jest wychowankiem tamtejszego klubu Godoy Cruz Antonio Tomba, do którego zaczął uczęszczać na treningi jako trzynastolatek. Do seniorskiej drużyny został włączony sześć lat później przez szkoleniowca Diego Coccę i w argentyńskiej Primera División zadebiutował 15 marca 2009 w przegranym 0:1 spotkaniu z Racing Clubem. Nie potrafił sobie jednak wywalczyć miejsca w pierwszym składzie i już po upływie kilku miesięcy udał się na półroczne wypożyczenie do Club Atlético Lanús. Tam z kolei ani razu nie pojawił się na ligowych boiskach, po czym został wypożyczony po raz kolejny, tym razem do drugoligowego Instituto AC Córdoba, gdzie jako rezerwowy i bez większych osiągnięć spędził sześć miesięcy. W styczniu 2011 – również na zasadzie wypożyczenia – przeniósł się do innej ekipy z Córdoby – trzecioligowego Racingu de Córdoba, którego barwy reprezentował przez pół roku, a w późniejszym czasie został wypożyczony do kolejnego trzecioligowca – Unión de Sunchales, gdzie z kolei występował przez rok bez większych sukcesów.
Latem 2012 Díaz przeszedł do drugoligowego zespołu Defensa y Justicia ze stołecznego Buenos Aires, w którego barwach grał przez półtora roku, regularnie pojawiając się na boiskach, a w styczniu 2014 na zasadzie wypożyczenia powrócił do swojego macierzystego Godoy Cruz. Tym razem występował tam przez sześć miesięcy, również będąc jednym z ważniejszych graczy drużyny, a 18 maja 2014 w wygranej 2:1 konfrontacji z Racing Clubem strzelił swojego premierowego gola w najwyższej klasie rozgrywkowej. W lipcu 2014 wyjechał do Meksyku, gdzie na zasadzie rocznego wypożyczenia dołączył do krajowego giganta – ekipy Club América z siedzibą w stołecznym mieście Meksyk. W tamtejszej Liga MX zadebiutował 2 sierpnia 2014 w wygranym 4:0 meczu z Pueblą i już w pierwszym, jesiennym sezonie Apertura 2014 zdobył z ekipą Antonio Mohameda tytuł mistrza Meksyku. Sam miał jednak niewielki wkład w ten sukces, będąc wyłącznie rezerwowym zawodnikiem, zaś w grudniu 2014 doznał poważnej kontuzji (zerwanie więzadeł krzyżowych), przez co musiał pauzować przez pół roku.
W lipcu 2015 Díaz po raz czwarty w karierze został graczem Godoy Cruz, gdzie tym razem spędził sześć miesięcy, jednak bez większych sukcesów. Bezpośrednio po tym powrócił do Meksyku, gdzie tym razem zasilił ekipę Club Tijuana.
| Sezon     | Klub                     | Kraj      | Rozgrywki          | Mecze | Bramki |
| --------- | ------------------------ | --------- | ------------------ | ----- | ------ |
| 2008/2009 | Godoy Cruz Antonio Tomba | Argentyna | Primera División   | 1     | 0      |
| 2009/2010 | CA Lanús                 | Argentyna | Primera División   | 0     | 0      |
| 2009/2010 | Instituto AC Córdoba     | Argentyna | Primera B Nacional | 12    | 1      |
| 2010/2011 | Godoy Cruz Antonio Tomba | Argentyna | Primera División   | 0     | 0      |
| 2010/2011 | Racing de Córdoba        | Argentyna | Torneo Argentino A | 7     | 0      |
| 2011/2012 | Unión de Sunchales       | Argentyna | Torneo Argentino A | 17    | 0      |
| 2012/2013 | Defensa y Justicia       | Argentyna | Primera B Nacional | 28    | 1      |
| 2013/2014 | Defensa y Justicia       | Argentyna | Primera B Nacional | 15    | 0      |
| 2013/2014 | Godoy Cruz Antonio Tomba | Argentyna | Primera División   | 18    | 1      |
| 2014/2015 | Club América             | Meksyk    | Liga MX            | 8     | 0      |
| 2015      | Godoy Cruz Antonio Tomba | Argentyna | Primera División   | 11    | 0      |
| 2015/2016 | Club Tijuana             | Meksyk    | Liga MX            |       |        |